# Pfarrkirche Himberg

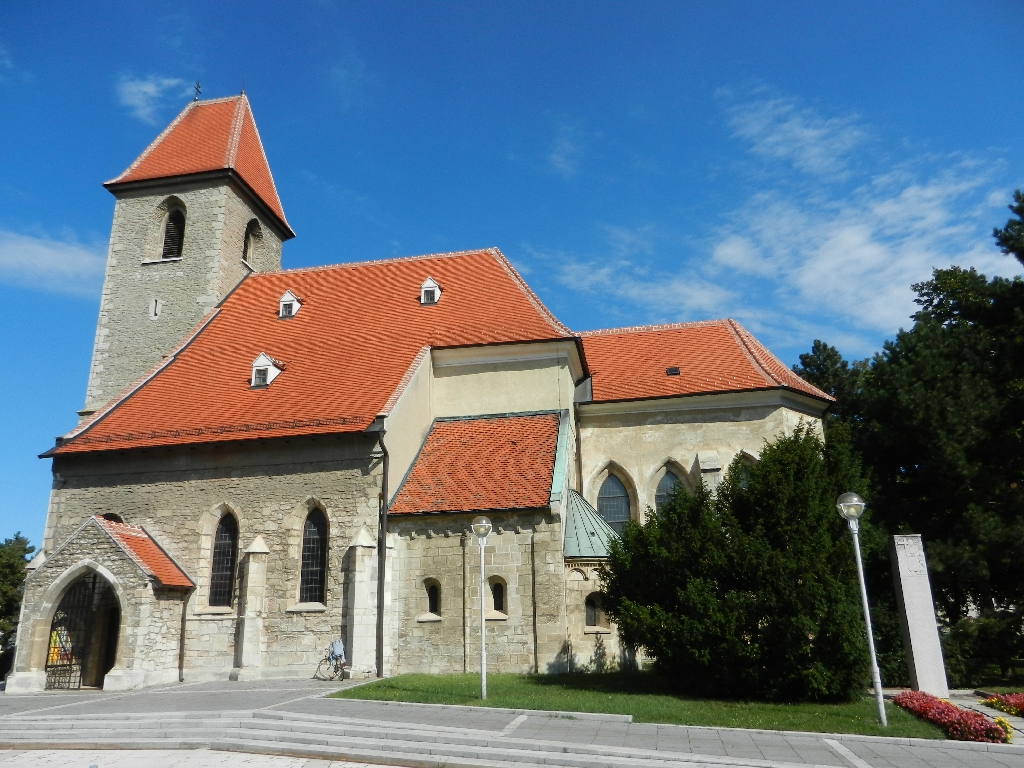
Katholische Pfarrkirche hl. Georg in Himberg

Die römisch-katholische Pfarrkirche Himberg steht leicht erhöht auf einem parkartig gestalteten Platz westlich abseits des Hauptplatzes der Marktgemeinde Himberg im Bezirk Bruck an der Leitha in Niederösterreich. Die dem Patrozinium des Heiligen Georg unterstellte Pfarrkirche gehört zum Dekanat Schwechat in der Erzdiözese Wien. Die Kirche steht unter Denkmalschutz (Listeneintrag).

## Geschichte
Um 1300 wurde eine ursprünglich dem hl. Laurentius geweihte Saalkirche mit einer Rundapsis gebaut. Um 1230 erfolgte ein Anbau einer südlichen romanischen Seitenkapelle. Der Chor um die Mitte des 13. Jahrhunderts steht im Zusammenhang mit der geplanten Errichtung einer Propstei unter Friedrich II, als Beginn des Chorbaues wurde 1243 bis 1246 vermutet. Nach Schäden durch die Türken im Ende des 17. Jahrhunderts wurde das Langhaus erhöht und eingewölbt. In der zweiten Hälfte des 18. Jahrhunderts wurde nordseitig eine barocke Sakristei angebaut. Im Jahr 1945 entstanden schwere Bombenschäden. 1951/1952 erfolgte der Wiederaufbau und dabei die Freilegung romanischer Bauteile. Um 1975 war eine Restaurierung.

## Architektur
Die ehemalige Burgkirche war ursprünglich mit einer westlich gelegenen 1529 zerstörten Wasserburg verbunden, ein Rest der Umfassungsmauer mit Opus spicatum aus dem 13. Jahrhundert ist südwestlich der Kirche im Areal des ehemaligen Befestigungsbereiches als Sportanlage des Schulgebäudes erhalten.
Der romanische Quaderbau ist eine Saalkirche mit einem frühgotischen Chor und einem markanten vorgestellten spätgotischen Westturm. Südseitig steht ein romanischer Kapellenanbau mit einer eingezogenen Halbkreisapside, die Kapelle ist westlich eine dreijochige seitenschiffartige gotische, im Kern romanische Erweiterung.
Die mittelalterlichen Bauteile mit Ausnahme des Chores wurden bei der Restaurierung steinsichtig belassen. Das breite rechteckige Langhaus zeigt Quadermauerwerk, die glatte westliche Giebelmauer und der vorgestellte romanische Turm haben erhaltene romanische Traufsteine und nordseitig eine Wandgliederung aus der Zeit um 1130 mit Sockel, Basen, Lisenen, Halbrundstäben, Würfelkapitellen sowie ein eckiges Rundbogenfries auf Pyramidenkonsolen, eine ähnliche Gliederung zeigt die östliche Giebelmauer. In der unteren Fassadenzone gibt es romanische Doppeltrichterfenster und darüber die ausgebrochenen barocken Segmentbogenfenster aus dem Ende des 17. Jahrhunderts.
Südseitig steht ein niedriger Kapellenanbau unter einem Pultdach mit einer eingezogenen Halbkreisapsis aus der Zeit um 1230 als Chor des Seitenschiffes, außen zweijochig mit Quadermauerwerk und Halbrundstäben, Blatt-Knospenkapitellen, gegenschwingendes Rundbogen- und Zahnfries und vergrößerte romanische Trichterfenster. Das nach Westen anschließende höhere Seitenschiff entstand im Kern wohl gleichzeitig, in der unteren Zone mit Quadermauerwerk, darüber Bruchsteinmauerwerk und übereck gestellte Strebepfeiler und Spitzbogenfenster um 1400, der spitzbogig geöffnete Portalvorbau südlich am ersten Joch des Seitenschiffes hat ein Kreuzgratgewölbe auf abgearbeiteten Konsolen.
Der eingezogene verhältnismäßig schmale einjochige Chor mit einem Fünfachtelschluss hat gestufte Eckstrebepfeiler und spitzbogige gestuft gefaste Fenstergewände, das östliche Fenster ist abgemauert und zweibahnig und hat darüber in einem Kreis eine Passrosette. Der mächtige vorgestellte sechsgeschoßige Westturm über einem quadratischen Grundriss besteht aus Bruchsteinmauerwerk mit Ortsteinen, er hat mehrere Schaftenöffnungen und ist mit einem Kaffgesims geteilt, an der Westseite ist das Gewände des abgemauerten Hocheinstieges erhalten, an der Nord- und Südseite befindet ein spitzbogiges profiliertes Gewändeportal aus dem 15. Jahrhundert, das südliche Portal ist abgemauert, das renovierte Schallgeschoß hat Spitzbogenfenster, der Turm trägt ein Keildach. Südlich am Turm befindet sich ein Emporenaufgang aus dem 16. Jahrhundert. Nordseitig am Chor steht auch die Langhausseite übergreifend eine zweigeschoßige Sakristei mit Rechteckfenstern aus der zweiten Hälfte des 18. Jahrhunderts, die Nordwand schwingt konvex vor.
Das Kircheninnere zeigt einen im Kern romanischen Saalbau mit einem zweijochigen barocken Kreuzgratgewölbe auf Wandpfeilern mit profilierten Kämpfern aus dem Ende des 17. Jahrhunderts, die Grate sind bandartig geputzt. Seitlich des Triumphbogens befinden sich apsidiolenartige Nischen, die nördliche ist abgemauert, die südliche mit einem vermauerten Schlitzfenster erhalten und zu einer Figurennische umgestaltet. Die dreiachsige korbbogig geöffnete Westempore auf toskanischen Säulen hat eine gemauerte Brüstung und Putzgliederung. Ebendort befindet sich unter der Gewölbezone in der Südwand ein Vierpassrundfenster aus der Chorbauzeit im dritten Viertel des 13. Jahrhunderts. Der Triumphbogen hat wulstige Spitzbogengewände auf wuchtigen später abgeschlagenen Konsolen ursprünglich mit Blattwerk. Von ähnlich wulstiger Proportion sind auch die Rippenformen des Gewölbes im Chor, das Kreuzrippengewölbe ist geflockt mit Spitzstabkehlen, im Joch sechsteilig mit ähnlichen Konsolen, die östliche jochtrennende auf breiten Stutzlisenen, es gibt einen mit Blattwerk flach reliefierten Scheibenschlussstein zu 1243/1246 passend. Im Chorschluss gibt es einen schlusssteinlosen Fünfstrahl auf etwas schlanker proportionierten Konsolen. Die Fenster haben gestufte Fenstergewände, das östliche Fenster ist vermauert und wurde zu zwei segmentbogigen Nischen umgestaltet.
Das Seitenschiff ist durch eine Terrainabsenkung teils tiefer als das Mittelschiff und hat ein dreijochiges Kreuzrippengewölbe auf schlichten Konsolen und scheibenförmige Schlusssteine. Nordseitig sieht man an der Quaderwand – auch im als Chor dienenden Kapellenjoch – die hochromanischen Fenstergewände der Langhaussüdwand sowie deren romanische Sockel und die abgearbeitete Wandgliederung. An der Südwand des Seitenschiffes befinden sich abgemauerte Gewände bzw. Nischen. Der Triumphbogen auf geschrägten Kämpfersimsen führt zur Kapelle als Chor des Seitenschiffes. Die Apside ist im Verhältnis zum quadratischen Joch leicht erhöht, das Bruchsteinmauerwerk in der kuppeligen Apsiskalotte und im steigenden Kreuzgratgewölbe ist unverputzt. Das Turmerdgeschoß hat ein Stichkappentonnengewölbe, weiters ist der Gewändeansatz eines ehemaligen Südportal erhalten. Im oberen Bereich des Nordwand des Turmes gibt es ein abgemauertes Nischengewände des ehemaligen Hocheinstiegs und seitlich daran Schulterportale zur eingebauten Spindeltreppe aus dem 16. Jahrhundert, im zweiten Obergeschoß befindet sich eine abgemauerte östliche Spitzbogenöffnung zum Langhaus.

## Ausstattung
Im Chor sind die Gewölbegliederung und die Fenstergewände rosa marmoriert und mit weißen Fugenstrichen unterteilt.
Die Glasmalerei zeigt im Langhaus Maria mit Kind 1924, in der Südkapelle Maria mit Kind und die Heiligen Martin und Georg sowie zwei weitere Heilige der Glasmalerei Heilmann 1953 und 1954.
Die östlichen romanischen zu Fensternischen umfunktionierten Fenstergewände zeigen barocke Wandmalerei mit Wolkenputti aus der Mitte des 18. Jahrhunderts, darin steht eine Statue hl. Antonius aus dem Ende des 19. Jahrhunderts.

## Einrichtung
Die barocke Einrichtung ist aus dem dritten Viertel des 18. Jahrhunderts und Ende des 19. Jahrhunderts und teils von den Adaptionen der 1950er Jahre geprägt.
Der Hochaltar mit einer Ädikulanische aus dem dritten Viertel des 18. Jahrhunderts mit einem Kruzifix in der Nische trägt im Auszug ein Relief Auge Gottes. Der Tabernakel hat Volutenschmiegen, darüber ein Gnadenbild Mariahilf und in den Seitennischen flankierende vergoldete Statuen der Heiligen Maria und Johannes.
Die hochbarocke Kanzel aus dem ersten Viertel des 18. Jahrhunderts zeigt am Korb Evangelistenfiguren, der Schalldeckel trägt die Statue Guter Hirte.
Die Orgel mit 12 Registern baute Franz Ullmann 1883.

## Grabdenkmäler
Innen
- Im Langhaus Grabtafel vom Epitaph Merth Albl gestorben 1572 mit Rollwerkrahmen und Rindskopf.
- Im Chor Preumaister Johannes Seiff 1753 und einen barocken Priestergrabstein.